# Edmund Rose
Edmund Rose (Berlino, 1836 – 1914) è stato un chirurgo tedesco.
Insegnò a Zurigo (1867-1881) e a Berlino. Da lui prende nome la posizione di Rose, utilizzata in tecniche chirurgiche facciali.